# Кухар (фільм, 2016)
«Кухар» (англ. Mr. Church) — американська драма 2016 року режисера Брюса Бересфорда за оповіданням Сюзан Макмартін. Фільм дебютував 22 квітня 2016 року на кінофестивалі Трайбека та вийшов у прокат 16 вересня 2016 року.

## Сюжет
Події розгортаються на початку 1970-х років. Шарлотта «Шарлі» Брукс (Брітт Робертсон) живе разом зі своєю матір'ю-одиначкою Мері Брукс (Наташа Макелхон) у невеликій квартирі. Одного разу вона прокидається від шуму приготування їжі і вийшовши на кухню, бачить дивного незнайомця, якого звати Генрі Джозеф Черч (Едді Мерфі). Шарлі не подобається ця таємнича людина у своєму домі. Мері дізнається, що його прийняв на роботу її покійний коханий, щоб стежити за нею та її будинком, тому що у Мері був діагностований рак молочної залози, і їй залишалося жити шість місяців. Містер Черч повинен був за нею доглядати всі ці шість місяців.
Через шість років Мері все ще живе і містер Черч став неодмінним атрибутом у домашньому господарстві. Шарлі вже навчається у старшому класі середньої школи і вона тепер знає про рак своєї матері. Мати Шарлі вмирає невдовзі після випускного. Містер Черч допомагає їй вступити до університету Бостона. Він дає їй конверт, де знаходиться п'ять тисяч доларів, які містер Черч зберігав з талонів, які йому давала Мері, щоб купувати їжу.
Через два роки вагітна Шарлі з'являється на порозі містера Черча і просить пожити в нього деякий час. Шарлі бачить, як містер Черч приходить додому п'яним. Якось п'яний Черч виганяє її з дому за те, що вона без дозволу зайшла до його кімнати. Серед ночі вона їде своєю машиною і ночує в ній на стоянці біля магазину. Вранці, коли вона виходить із магазину, її збиває скейтбордист і вона потрапляє до лікарні. Містер Черч приходить до лікарні та забирає Шарлі до себе. Незабаром вона народжує дівчинку і називає її Ізі. Разом із дочкою Шарлі залишається жити у будинку містера Черча, а пізніше отримує роботу офіціантки.
Через п'ять років містер Черч хворіє на кардіомегалію. Шарлі відвозить його до лікаря, але згодом він помирає. На похороні вона зустрічає власника джаз-кафе «Желе», який розповідає, що «рукастий» (містер Черч) вечорами грав у нього в кафе на піаніно і каже, що він був чудовою людиною. Фільм закінчується тим, що Шарлі пише історію свого життя з містером Черчем.

## У ролях
- Едді Мерфі — Генрі Джозеф Черч
- Брітт Робертсон — Шарлотта «Шарлі» Брукс
- Наталі Коглін — маленька Шарлотта
- Наташа Мак-Елгон — Мері Брукс
- Ксав'єр Семюель — Оуен
- Лінкольн Мелчер — маленький Оуен
- Люсі Фрай — Поппі
- Медісон Вулф — маленька Поппі
- Крістіан Медсен — Едді Ларсон
- Маккенна Грейс — Ізі
- Том Беррі — Френкі Твіггс

## Виробництво
У жовтні 2013 року з'ясувалося, що Девід Анспо зніме фільм за сценарієм Сьюзан Макмартін, з Лі Нельсоном, Девідом Бюловом та Девідом Тишем, які продюсують від компанії Envision Media Arts, а Бред Каплан продюсуватиме під від компанії Evolution Entertainment. У квітні 2014 року було оголошено, що у фільмі знімуться Семюел Джексон, Ума Турман та Джуно Темпл. У жовтні 2014 року Едді Мерфі приєднався до фільму, замінивши Джексона, який пішов через конфлікт із режисером фільму Брюсом Бересфордом. Марк Кантон і Кортні Соломон приєдналися до проєкту як продюсери. У листопаді 2014 року Брітт Робертсон приєдналася до фільму. Робоча назва фільму була «Cook», але він був перейменований в «Henry Joseph Church», повне ім'я персонажа Мерфі. Пізніше його знову перейменували на «Mr. Church».

## Знімання
Основне знімання розпочали 24 листопада 2014 року в Лос-Анджелесі, Каліфорнія. Виробництво завершилося 12 січня 2015. Бюджет фільму становив 8 мільйонів — це найдешевший фільм у кар'єрі Мерфи.

## Реліз
У грудні 2014 року було випущено перші фото Мерфі та Робертсон у ролі Генрі Черча та Чарлі Брукс.
Світова прем'єра фільму відбулася на кінофестивалі Трайбека 22 квітня 2016. Пізніше компанія Warner Bros. набула права поширення фільму. Прем'єра в кінотеатрах США відбулася 16 вересня 2016.

## Критика
Фільм отримав негативні відгуки від критиків, хоча акторська гра Едді Мерфі отримала високу оцінку. На оглядовому агрегаторі Rotten Tomatoes фільм має рейтинг схвалення 19 % виходячи з 31 відгуку із середнім рейтингом 4,5 з 10. На Metacritic фільм має 37 балів зі 100 заснованих на 12 відгуках критиках, що вказує на «загалом несприятливі відгуки». Негативно про фільм відгукнувся Люк Томпсон з журналу Forbes, високо оцінив гру Мерфі. Він написав: «Можливо „Містер Черч“ справді більше любив свою білу „сім'ю“. Але щось говорить мені, що було б цікавіше почути, як він розповідав свою історію, а не висловлював її очима привілейованої дівчини, якій він служив, чиї життєві проблеми так легко вирішувалися всі часи».